# Antoine Bandieri de Laval
Pour les articles homonymes, voir Laval.
Antoine Bandieri de Laval, dit Laval, ou Laval père, est un danseur et chorégraphe français né à Paris en 1688 et mort dans cette ville le 20 octobre 1767. 

## Biographie
Fils d'un noble de Lucques au service de Louis XIV et neveu par alliance de Claude Ballon, Laval entre en 1712 à l'Académie royale de musique de Paris et en devient le maître de ballet attitré de 1739 à 1748, succédant à Michel Blondy.
Maître à danser des enfants de Louis XV à partir de 1731, Laval est aussi membre de l'Académie royale de danse, dont il devient le directeur. Il compose également plusieurs ballets pour la cour et danse avec des partenaires telles que Marie-Anne de Camargo ou Marie Sallé.
De 1726 à 1729 au moins, il règle les ballets annuels du Collège Louis-le-Grand.
Son fils Michel Bandieri de Laval est également danseur.